# Roman Safiullin
Roman Safiullin, né le 7 août 1997 à Podolsk, est un joueur de tennis russe, professionnel depuis 2015.

## Carrière
Joueur prometteur chez les juniors, Roman Safiullin a remporté 11 tournois dans la catégorie entre 2012 et 2015. En 2014, il s'impose au Trofeo Bonfiglio contre Andrey Rublev et atteint le 2e rang mondial. Il remporte l'Open d'Australie 2015 en battant le Sud-coréen Hong Seong-chan en finale.
Au niveau professionnel, il rencontre rapidement le succès. Âgé de 16 ans et détenteur d'une invitation, il s'adjuge en avril 2014 le Futures de Karchi alors qu'il n'est même pas classé à l'ATP. Il s'impose en tout à six reprises lors de la saison 2014, signant notamment quatre succès consécutifs en fin d'année en Grèce et en Turquie. Sa carrière connaît cependant un coup d'arrêt seulement quatre jours après son titre junior en Australie lorsqu'il se blesse à l'épaule sur le Challenger de Burnie. Il ne fait son retour sur les courts que neuf mois plus tard. Ne parvenant pas à confirmer au niveau Challenger, il écume les tournois ITF et en remporte 10 entre 2016 et 2018. En 2019, il est quart de finaliste à Quimper, Pau, Portorož et Shenzhen, et remporte trois tournois Futures.
Il remporte son premier tournoi Challenger en février 2020 à Cherbourg. Il s'adjuge également le double avec son compatriote Pavel Kotov. Début 2021, il se qualifie pour l'Open d'Australie où il passe le premier tour en battant Ilya Ivashka. Il atteint également le second tour à Roland-Garros où il est battu par Alexander Zverev. En Challenger, il bat Andy Murray lors du tournoi de Rennes.
En 2022, il intègre l'équipe russe lors de l'ATP Cup en remplacement de nombreux forfaits. Il s'y distingue par des victoires sur Arthur Rinderknech et James Duckworth.
Le 15 août 2022, il intègre pour la première fois le top 100 du classement ATP à la 97e place.
Début juillet 2023, il devient une des surprises du tournoi de Wimbledon en y gagnant d'abord son premier match en cinq sets acharnés contre l'Espagnol Roberto Bautista-Agut, ancien demi-finaliste (2-6, 7-6, 6-7, 6-4, 7-5), puis en se débarrassant du Français Corentin Moutet (7-5, 6-3, 7-6) et de l'Argentin Guido Pella en trois sets (7-6, 6-4, 6-0). Il parvient pour la première fois de sa carrière en deuxième semaine en Grand Chelem. Il affronte à ce stade un autre ancien demi-finaliste, le Canadien Denis Shapovalov, qu'il renverse (3-6, 6-3, 6-1, 6-3). Confronté en quarts de finale à l'Italien Jannik Sinner, huitième joueur mondial, il s'incline logiquement non sans lui avoir pris un set (4-6, 6-3, 2-6, 2-6).
Deux mois plus tard, il dispute sa première finale sur le circuit ATP à Chengdu, en Chine. Pour y arriver, il écarte l'Américain Brandon Nakashima (6-4, 6-4), le Britannique Daniel Evans (6-3, 6-3), l'Australien Jordan Thompson sur abandon (7-6 ab.) et l'Italien tête de série numéro deux Lorenzo Musetti (6-3, 6-4). Il s'incline en finale malgré une belle résistance contre la tête de série numéro une, Alexander Zverev (7-6, 6-7, 3-6).

## Palmarès

### Finale en simple messieurs
| No | Date       | Nom et lieu du tournoi | Catégorie | Dotation    | Surface    | Vainqueur        | Score           |          |
| -- | ---------- | ---------------------- | --------- | ----------- | ---------- | ---------------- | --------------- | -------- |
| 1  | 20-09-2023 | Chengdu Open, Chengdu  | ATP 250   | 1 152 805 $ | Dur (ext.) | Alexander Zverev | 62-7, 7-65, 6-3 | Parcours |

## Parcours dans les tournois duGrand Chelem

### En simple
| Année | Open d'Australie | Open d'Australie   | Internationaux de France | Internationaux de France | Wimbledon       | Wimbledon       | US Open        | US Open        |
| ----- | ---------------- | ------------------ | ------------------------ | ------------------------ | --------------- | --------------- | -------------- | -------------- |
| 2021  | 2e tour (1/32)   | Cameron Norrie     | 2e tour (1/32)           | Alexander Zverev         | —               | —               | —              | —              |
| 2022  | 1er tour (1/64)  | Alex Molčan        | —                        | —                        | —               | —               | —              | —              |
| 2023  | 1er tour (1/64)  | Denis Kudla        | —                        | —                        | 1/4 de finale   | Jannik Sinner   | 2e tour (1/32) | Tommy Paul     |
| 2024  | 1er tour (1/64)  | Tallon Griekspoor  | 1er tour (1/64)          | Dušan Lajović            | 3e tour (1/16)  | Arthur Fils     | 2e tour (1/32) | Matteo Arnaldi |
| 2025  | 1er tour (1/64)  | Thanasi Kokkinakis | 1er tour (1/64)          | Frances Tiafoe           | 1er tour (1/64) | Luciano Darderi |                |                |

N.B. : à droite du résultat se trouve le nom de l'ultime adversaire.

### En double messieurs
| Année | Open d'Australie                                                                      | Open d'Australie                                                               | Internationaux de France | Internationaux de France | Wimbledon                                                                          | Wimbledon | US Open                                                                        | US Open |
| ----- | ------------------------------------------------------------------------------------- | ------------------------------------------------------------------------------ | ------------------------ | ------------------------ | ---------------------------------------------------------------------------------- | --------- | ------------------------------------------------------------------------------ | ------- |
| 2023  | —                                                                                     | —                                                                              | —                        | —                        | —                                                                                  | —         | 2e tour (1/16) A. Golubev \|\| style="text-align:left;" \| R. Bopanna M. Ebden |         |
| 2024  | 1er tour (1/32) M. Kecmanović \|\| style="text-align:left;" \| Ivan Dodig A. Krajicek | 2e tour (1/16) John Peers \|\| style="text-align:left;" \| S. Gillé J. Vliegen | —                        | —                        | 1er tour (1/32) M. Kecmanović \|\| style="text-align:left;" \| S. Gillé J. Vliegen |           |                                                                                |         |

N.B. : le nom du partenaire se trouve sous le résultat ; les noms des ultimes adversaires se trouvent à droite.

## Parcours dans lesMasters 1000
| Année | Indian Wells        | Miami               | Monte-Carlo         | Madrid                  | Rome               | Canada                 | Cincinnati        | Shanghai                  | Paris                      |
| ----- | ------------------- | ------------------- | ------------------- | ----------------------- | ------------------ | ---------------------- | ----------------- | ------------------------- | -------------------------- |
| 2023  | 1er tour I. Ivashka | 1er tour G. Barrère | —                   | 3e tour B. Zapata       | 3e tour A. Popyrin | —                      | 1er tour N. Jarry | 3e tour B. Shelton        | 1/8 de finale K. Khachanov |
| 2024  | 2e tour S. Korda    | 2e tour L. Musetti  | 2e tour N. Djokovic | 1er tour T. Seyboth     | 1er tour C. Moutet | 1er tour A. Davidovich | —                 | 1/8 de finale N. Djokovic | —                          |
| 2025  | 2e tour L. Musetti  | 3e tour J. Menšík   | —                   | 1er tour A. Rinderknech | 1er tour A. Bublik | 2e tour C. Ruud        | 2e tour H. Rune   |                           |                            |

N.B. : sous le résultat se trouve le nom de l’ultime adversaire.

## Victoires sur le top 10
Toutes ses victoires sur des joueurs classés dans le top 10 de l'ATP lors de la rencontre.
| Légende      |
| ------------ |
| Grand Chelem |
| Masters 1000 |
| ATP 500      |
| ATP 250      |
| Coupe Davis  |

| # | R.S.   | Tournoi     | Année | Surface    | Adversaire         | Rang  | Tour | Score    |
| - | ------ | ----------- | ----- | ---------- | ------------------ | ----- | ---- | -------- |
| 1 | no 163 | Marseille   | 2022  | Dur (int.) | Stéfanos Tsitsipás | no 4  | 1/4  | 6-4, 6-4 |
| 2 | no 50  | Shanghai    | 2023  | Dur        | Alexander Zverev   | no 10 | 1/32 | 6-3, 6-1 |
| 3 | no 45  | Paris-Bercy | 2023  | Dur (int.) | Carlos Alcaraz     | no 2  | 1/16 | 6-3, 6-4 |

## Classements ATP en fin de saison
| Année          | 2014 | 2015 | 2016 | 2017 | 2018 | 2019 | 2020 | 2021 | 2022 | 2023 |
| Rang en simple | 406  | 640  | 317  | 498  | 250  | 257  | 182  | 168  | 89   | 39   |
| Rang en double | 1121 | –    | 1003 | 1225 | 349  | 599  | 306  | 374  | 323  | 419  |

Source : (en) Classements de Roman Safiullin sur le site officiel de la Fédération internationale de tennis